# Melitón Manzanas
Melitón Manzanas González (San Sebastián, 9 de junio de 1909-Irún, 2 de agosto de 1968) fue un policía durante la dictadura de Francisco Franco, supuesto colaborador de la Gestapo durante la Segunda Guerra Mundial e inspector-jefe de la Brigada Político-Social de Guipúzcoa. Implicado en abusos y torturas a opositores al régimen fraquista. Fue asesinado por Euskadi Ta Askatasuna (ETA) en su segundo atentado premeditado.

## Biografía
Estudió peritaje en la capital donostiarra y, tras el golpe de Estado de julio de 1936, fue encarcelado por las autoridades republicanas a causa de sus simpatías por las tropas sublevadas. Permaneció recluido en el Fuerte de Guadalupe en Fuenterrabía hasta septiembre de 1936, cuando los rebeldes tomaron la ciudad. Ingresó en el Regimiento de Artillería n.º 3 de San Sebastián y en 1938 se incorporó a la guerra con las «Flechas Verdes» hasta el final del conflicto.

### Carrera policial
Entró a formar parte del Cuerpo General de Policía en 1941, con el grado de inspector en Irún, desde donde pasó a la Brigada Político-Social de Guipúzcoa, de la que terminó siendo jefe, y colaboró activamente con la Gestapo alemana (durante la ocupación nazi ayudó a detener a judíos que trataban de huir a través de la frontera del sur de Francia). En julio de 1964 le fue concedida la Cruz del Mérito Policial con distintivo rojo, y en su expediente constaban unas cincuenta felicitaciones por sus actuaciones policiales. Muchos de los detenidos políticos de distintas ideologías que cayeron en sus manos han coincidido en señalarlo como un torturador brutal. Su labor policial le convirtió, a ojos de los opositores, en el principal exponente de la represión de la dictadura franquista en el País Vasco.
La lista completa no se conoce, pero se sabe que torturó a María Mercedes Ancheta, Joxe Mari Quesada, Marcelo Usabiaga, José Miguel Calvo Zapata, José Ignacio Huertas Miguel, Víctor Lecumberri, Roberto Cámara, Jesús María Cordero Garmendia, Jerónimo Gallina, Pedro Barroso Segovia, Javier Lapeira Martínez, Regino González Moro, Jorge González Suárez, Francisco Parra, Gaspar Álvarez Lucio, Manuel Mico Bartomeu, Nicolás Txopitea Paradizabal, Esteban Huerga Guerrero, Victoria Castan del Val, Mario Onaindia Natxiondo, Jone Dorrondoso, Ramón Rubial, Timoteo Plaza, Amanci Conde, Juan Agirre, Auspicio Ruiz, María Villar, Carmen Villar, Luis Martín Santos, José Luis López de Lacalle, Xabier Apaolaza, Ildefonso Pontxo Agirre, José Ramón Recalde, Julen Madariaga, Rafa Albizu, María Jesús Muñoz, Félix Arrieta y Juan José Sainz, entre otras personas.

### Asesinato
La dirección de ETA decidió asesinarlo mediante la que denominó «Operación Sagarra» («manzana» en euskera), el primer asesinato político premeditado y planeado por esta organización nacionalista vasca, años antes de transformarse en una organización terrorista. El 2 de agosto de 1968, tres miembros de ETA lo esperaron frente a su domicilio en Irún, un chalet llamado Villa Arana. Cuando llegó, dispararon contra él y le alcanzaron hasta siete proyectiles, siendo testigos su mujer y su hija. El funeral y entierro se realizó con gran solemnidad en Irún, acudiendo al acto numerosas autoridades y movilizando la Jefatura Provincial del Movimiento a militantes y simpatizantes.
El Gobierno respondió a su asesinato implantando el estado de excepción en Guipúzcoa durante tres meses, que se amplió luego a otros tres solapándose con el que se declaró en toda España el 24 de enero de 1969. Durante este tiempo fueron suspendidos los artículos 14, 15 y 18 del Fuero de los Españoles, que regulaban la libertad de residencia, la inviolabilidad de domicilio y el período de detención policial. Como consecuencia, la represión de la dictadura en el País Vasco se incrementó de forma considerable. El atentado fue reivindicado ante la televisión belga. El entonces miembro de ETA Xabier Izko de la Iglesia fue acusado en 1970 del asesinato durante el Proceso de Burgos, aunque siempre negó haber sido él quien quitó la vida a Manzanas.

## Polémica por reconocimiento póstumo
En enero de 2001, el gobierno de José María Aznar concedió a Melitón Manzanas la Real Orden de Reconocimiento Civil a las Víctimas del Terrorismo a título póstumo, en aplicación de la Ley 32/1999, de 8 de octubre, de solidaridad con las víctimas del terrorismo. Dicha ley, que había sido aprobada por unanimidad, establecía en su artículo cuarto la concesión de este reconocimiento a todas las víctimas del terrorismo sin excepción, a petición propia o de sus herederos.
La decisión provocó protestas en numerosos sectores de la oposición y asociaciones civiles, como Amnistía Internacional, Gesto por la Paz de Euskal Herria, el Foro de Madrid por la Paz, Comisiones Obreras (CCOO), Unión General de Trabajadores (UGT) o Izquierda Unida, que arguyeron que el «justo reconocimiento» a las víctimas del terrorismo no podía hacerse «a cualquier precio» y que la medalla suponía «distinguir con honores a un reconocido torturador y golpista que contribuyó al terror y a la represión de los años más oscuros de la vida española del pasado siglo»; asimismo el Parlamento de Navarra aprobó una resolución en contra de esta concesión.
No obstante, tras la concesión de esta medalla, en 2002 el Congreso, a iniciativa del Partido Nacionalista Vasco (PNV) y con la única oposición del Partido Popular (PP), realizó una reforma de la Ley de Solidaridad con las Víctimas del Terrorismo en su artículo cuarto expresando que «en ningún caso podrán ser concedidas a quienes, en su trayectoria personal o profesional, hayan mostrado comportamientos contrarios a los valores representados en la Constitución y en la presente ley y a los derechos humanos reconocidos en los tratados internacionales».
La Sala de lo Contencioso Administrativo del Tribunal Supremo desestimó en marzo de 2003 un primer recurso presentado por el PNV contra la concesión del reconocimiento. En 2008 desestimó un nuevo recurso interpuesto por la Asociación Catalana para la Defensa de los Derechos Humanos. En ambos casos, el Tribunal rechazó la aplicación retroactiva de la ley, en aplicación de lo dispuesto en el artículo 2.3 del Código Civil, y proporcionó argumentos relativos a «la idea de reconciliación» que animó la Transición Española.

## En la cultura popular
En La línea invisible, serie de televisión de 2020 dirigida por Mariano Barroso, que narra el nacimiento de ETA, el personaje de Melitón Manzanas es interpretado por Antonio de la Torre.